# Makino Naoki
Naoki Makino (sinh ngày 11 tháng 11 năm 1976) là một cầu thủ bóng đá người Nhật Bản.

## Sự nghiệp câu lạc bộ
Naoki Makino đã từng chơi cho Verdy Kawasaki và Ventforet Kofu.